# Angelik Juraj Bedenik
Angelik Juraj Bedenik (Koprivnica, 3. travnja 1808. – Agra, 2. rujna 1865.) bio je hrvatski misionar koji je bio jedan od poznatijih kapucina (kapucin je bio od 1848.).
Natuknicu o njemu u Hrvatskoj enciklopediji napisao je fra Leonard Bajić.

## Vanjske poveznice
- Znameniti hrvatski kapucini (kapucini.hr)